# Crossover Universo Nerd
Crossover Universo Nerd è un programma d’intrattenimento sulla cultura pop in onda su 7 Gold ideato nel 2018.

## Storia
Crossover Universo Nerd è un programma di proprietà della Mad House Factory.